# 1931 في كندا
فيما يلي قوائم الأحداث التي وقعت خلال عام 1931 في كندا.

## سياسة

### تعيين في المنصب
- 1 يناير – جورج الخامس ملك المملكة المتحدة عاهل كندا  [لغات أخرى]‏.
- 1 يناير – ويليام جيمس ستيوارت عمدة تورونتو [الإنجليزية]‏.

### انتهاء فترة المنصب
- 1 يناير – روبرت راندولف بروس Lieutenant Governor of British Columbia [الإنجليزية]‏.

## مواليد

### يناير
- 1 يناير – آرثر إرفينغ رجل أعمال كندي.
- 1 يناير – آن مريديث باري
- 1 يناير – بروس أوين سياسي كندي.
- 1 يناير – بوب برادي
- 1 يناير – دورين ريان
- 1 يناير – دون فونتانا لاعب كرة مضرب كندي.
- 1 يناير – دون ماكفرلين منافِس أوليمبي كندي.
- 1 يناير – راي روس
- 1 يناير – روبن نيل مؤرخ كندي.
- 1 يناير – رونالد إيدي سياسي كندي.
- 1 يناير – كيث بينيت
- 1 يناير – هيلين لوكاس رسامة وكاتبة كندية.
- 6 يناير – ديكي مور
- 7 يناير – إليزابيث شيكون سياسية كندية.
- 9 يناير – فرد بيرشل لاعب هوكي جليد كندي.
- 12 يناير – كين هيغز
- 19 يناير – روبرت ماكنيل
- 25 يناير – فرد راندال سياسي كندي.

### فبراير
- 10 فبراير – كروفورد دوغلاس سياسي كندي.
- 14 فبراير – بيرني غيوفريون لاعب هوكي جليد كندي.
- 20 فبراير – جون س. ميجر
- 21 فبراير – بيتي جين وايلي كاتبة كندية.
- 27 فبراير – كازوكو شيرايشي شاعرة يابانية.

### مارس
- 16 مارس – جون مونرو سياسي كندي.
- 17 سبتمبر – مارسيل بونين لاعب هوكي جليد كندي.
- 19 مارس – جلان سميث لاعب هوكي جليد كندي.
- 22 مارس – ويليام شاتنر ممثل كندي.
- 23 مارس – ارين غودفري لاعب هوكي جليد كندي.
- 24 مارس – جيمس ألان ستيوارت إيفانز مؤرخ كندي.
- 25 مارس – برايان غودوين
- 25 مارس – جاك شامبرز فنان كندي.
- 28 مارس – دون فليتشير لاعب هوكي جليد كندي.
- 29 مارس – فيليب غيلبرت ممثل كندي.

### أبريل
- 2 أبريل – هوارد إنجل كاتب وروائي كندي.
- 7 أبريل – بوب أرمسترونغ لاعب هوكي جليد كندي.
- 7 أبريل – تيد كوتشيف مخرج أفلام كندي.
- 9 أبريل – إد هاربر سياسي كندي.
- 9 أبريل – ريتشارد هاتفيلد سياسي كندي.
- 22 أبريل – بروس ديكسون لاعب هوكي جليد كندي.
- 22 أبريل – جون بوكانان محامي وسياسي كندي.
- 26 أبريل – بول ألموند
- 29 أبريل – كريس بيرسون سياسي كندي.

### مايو
- 6 مايو – أنيتا هاغين سياسية كندية.
- 8 مايو – تشارلز ويلسون
- 9 مايو – رايموند بيرثيوم مغني كندي.
- 10 مايو – إلدون جورج جيولوجي كندي.
- 14 مايو – جون موراي كامبل سياسي كندي.
- 15 مايو – جيم هاي لاعب هوكي جليد كندي.
- 18 مايو – رون هيرست لاعب هوكي جليد كندي.
- 18 مايو – كليمنت فنسنت سياسي كندي.
- 19 مايو – ستيفن يانج ممثل كندي.
- 21 مايو – دون إل. تايلور سياسي كندي.
- 25 مايو – هيرب غراي سياسي كندي.
- 26 مايو – نيل ستانلي كروفورد سياسي كندي.
- 27 مايو – أندريه باربو
- 28 مايو – فرانك بيرريس متسابق دراجات نارية من المملكة المتحدة.
- 29 مايو – بوب بيلي لاعب هوكي جليد كندي.
- 30 مايو – ويليام تروتر رياضياتي كندي.

### يونيو
- 1 يونيو – أندريه برتراند متزحلق جبال الألب كندي.
- 2 يونيو – ويليام إتش ديفيز
- 11 يونيو – هيرب ديكنسون لاعب هوكي جليد كندي.
- 17 يونيو – بيل هاغان
- 20 يونيو – ريتشارد سميث سياسي كندي.
- 23 يونيو – تشارلز كيث تايلور سياسي كندي.
- 23 يونيو – دون باري
- 27 يونيو – تشارلز برونفمان رجل أعمال كندي.
- 27 يونيو – لو يانكوفسكي لاعب هوكي جليد كندي.
- 28 يونيو – إيرل جونسون لاعب هوكي جليد كندي.
- 29 يونيو – إليانور ماكنزي عداءة سرعة كندية.
- 30 يونيو – جويس فيلاند مخرجة أفلام كندية.

### يوليو
- 2 يوليو – روبرت إيتو ممثل كندي.
- 7 يوليو – تشارلز الكسندر بست سياسي كندي.
- 8 يوليو – بيتر وونغ سياسي كندي.
- 10 يوليو – آليس مونرو روائية كندية.
- 20 يوليو – غيليس مورين سياسي كندي.
- 22 يوليو – ليو لابيني لاعب هوكي جليد كندي.
- 23 يوليو – قاي فورنير كاتب سيناريو كندي.
- 23 يوليو – كلود فورنير
- 26 يوليو – لورني أندرسون لاعب هوكي جليد كندي.
- 29 يوليو – ديفيد جون راسيل سياسي كندي.

### أغسطس
- 4 أغسطس – إيرني ريتشاردسون لاعب كرلنغ كندي.
- 4 أغسطس – ويس ريتشاردسون لاعب كرلنغ كندي.
- 6 أغسطس – برنارد لامار مهندس كندي.
- 10 أغسطس – برايان ماكفرلين لاعب هوكي جليد كندي.
- 15 أغسطس – نورمان كوركوران لاعب هوكي جليد كندي.
- 16 أغسطس – ويليام وايتهيد كاتب كندي.
- 23 أغسطس – بوب وليامز
- 23 أغسطس – سكوت تورنر موسيقي كندي.
- 25 أغسطس – جيمس تيل

### سبتمبر
- 15 سبتمبر – لين هالي لاعب هوكي جليد كندي.
- 17 سبتمبر – مارسيل بونين لاعب هوكي جليد كندي.
- 19 سبتمبر – دون أوين
- 26 سبتمبر – بوب مكدونالد سياسي كندي.
- 27 سبتمبر – جاك ماسترز سياسي كندي.

### أكتوبر
- 3 أكتوبر – غلين هال لاعب هوكي جليد كندي.
- 6 أكتوبر – أديلبيرت سانت جون لاعب هوكي جليد كندي.
- 6 أكتوبر – دوغلاس كولمان عالم كيمياء حيوية كندي.
- 8 أكتوبر – إيزادور شارب مهندس معماري كندي.
- 11 أكتوبر – جيم موريسون لاعب هوكي جليد كندي.
- 11 أكتوبر – كلود دوبويس سياسي كندي.
- 13 أكتوبر – بيير رولان موسيقي كندي.
- 13 أكتوبر – هوي لي لاعب هوكي جليد كندي.
- 15 أكتوبر – ريتشارد بدر كيميائي كندي.

### نوفمبر
- 5 نوفمبر – تشارلز تيلور فيلسوف كندي.
- 8 نوفمبر – مورلي سافر
- 14 نوفمبر – بروس كلاين لاعب هوكي جليد كندي.
- 16 نوفمبر – آرنوت ويتني لاعب هوكي جليد كندي.
- 23 نوفمبر – كونستانس غلوب
- 26 نوفمبر – إدوارد أو. فيليبس كاتب كندي.
- 28 نوفمبر – جورج رامزي كوك مؤرخ كندي.

### ديسمبر
- 1 ديسمبر – فيلي مارشال لاعب هوكي جليد كندي.
- 3 ديسمبر – بيل هاريس لاعب كرة قاعدة كندي.
- 10 ديسمبر – بيريل فوكس
- 12 ديسمبر – ليونيل بلير
- 13 ديسمبر – فريدريك جونسون رجل أعمال كندي.
- 16 ديسمبر – كينيث غيلبرت موسيقي كندي.
- 16 ديسمبر – ميلتون بارنز
- 17 ديسمبر – بيتر كيربي
- 17 ديسمبر – ديف مادن

## وفيات

### يناير
- 31 يناير – جوزيف إليجاه أرمسترونغ (مواليد 1866) سياسي كندي.

### فبراير
- 23 فبراير – إدوارد نورمان لويس (مواليد 1858) سياسي كندي.

### مايو
- 1 مايو – جورج غرين فوستر (مواليد 1860) سياسي كندي.
- 21 مايو – هيليارد لايلي (مواليد 1879) لاعب لاكروس كندي.

### يونيو
- 3 يونيو – فيكتور ألارد (مواليد 1860) سياسي كندي.
- 10 يونيو – روبرت باوتشر (مواليد 1904) لاعب هوكي جليد كندي.
- 13 يونيو – بيل أوهارا (مواليد 1883) لاعب كرة قاعدة من الولايات المتحدة الأمريكية.

### يوليو
- 10 يوليو – فرنسيس دبليو. فيتزباتريك (مواليد 1863) مهندس معماري أمريكي.

### أغسطس
- 6 أغسطس – إدوارد ماثيو فاريل (مواليد 1854) سياسي كندي.

### سبتمبر
- 5 سبتمبر – ماريان أوسبورن (مواليد 1871) كاتبة كندية.
- 19 سبتمبر – لينكولن جولدي (مواليد 1864) سياسي كندي.

### أكتوبر
- 16 أكتوبر – روبرت جيمس واتسون (مواليد 1846) سياسي كندي.

### نوفمبر
- 10 نوفمبر – هنريتا إدواردز (مواليد 1849) نسويّة كندية.
- 19 نوفمبر – اريك كاروثرز (مواليد 1895) لاعب هوكي جليد كندي.
- 24 نوفمبر – دبليو. إس. جونستون (مواليد 1847) سياسي أمريكي.
- 24 نوفمبر – فرد لاك (مواليد 1866) لاعب كرة قاعدة من الولايات المتحدة الأمريكية.